# Ermita de Santa Bàrbara (Monòver)
L'ermita de Santa Bàrbara o Bàrbera de Monòver, situada al carrer de Santa Bàrbera d'aquesta localitat, és un edifici religiós construït al segle xviii d'estil barroc.
Edificada sobre un dels dos pujols que dominen la ciutat, s'albira des de la llunyania, i dibuixa, juntament amb el castell i la Torre del Rellotge, la silueta característica de Monòver.
Va ser construïda, sobre un gran basament de pedra, a finals del segle xviii, després de demolir l'anterior, que va ser aixecada entre 1692 i 1694 per Tomás Estacio. L'estil de l'ermita segueix models del barroc valencià, però deriva de posicions clarament barroques italianes, amb una suau mescla de neoclàssic. És l'única de la diòcesi que utilitza la corba, i solament existeix una altra ermita d'aquestes característiques en tot el País Valencià, la capella de la Comunió de Santa Maria d'Elx. Els seus autors poden ser José Gonzálvez de Coniedo o Lorenzo Chápuli.

## Descripció
Es tracta d'un edifici aïllat de planta rectangular dividit en tres espais diferenciats. Al sud un atri porticat amb tres arcs sobre columnes de pedra, a la zona mitjança la capella de planta el·líptica i al nord la sagristia o casa de la santera.
Una cúpula de mitjana taronja es recolza sobre la cornisa; cúpula que en la dovella (a l'exterior) s'observa en doble curvatura, acabada en teula vidriada en color blau. A l'interior destaca el terra de grans lloses de pedra, i la decoració a força de garlandes, sanefes, plorones en relleu i la utilització de capitells corintis.